# Diane Ackerman
Diane Ackerman (ur. 7 października 1948 w Waukegan) – amerykańska pisarka i poetka zajmująca się też historią naturalną.
Styl pisarski Diane Ackerman łączy w sobie elementy poetyckie, historyczne i popularnonaukowe. Jest autorką dzieł z zakresu literatury pięknej i literatury faktu, ale napisała też kilka książek dla dzieci. Wykładała na kilku uczelniach, między innymi na Columbia University i Cornell University, jej eseje pojawiają się regularnie w czasopismach literackich.

## Życiorys
Do ósmego roku życia mieszkała w Waukegan, w Illinois. Następnie z rodzicami przeprowadziła się do Allentown, w Pensylwanii. Na uniwersytecie w Pensylwanii otrzymała tytuł bakałarza, a następnie uzyskała magisterium i doktorat na Cornell University (opiekunem jej pracy doktorskiej był Carl Sagan). Przez wiele lat wykładała na uczelniach wyższych, między innymi na University of Pittsburgh, Cornell University i Washington University w St. Louis. W 1970 roku wyszła za mąż za pisarza Paula Westa. Obecnie mieszka w Nowym Jorku. Wyróżniana była wielokrotnie nagrodami literackimi.

## Tłumaczenia na język polski
- Historia naturalna zmysłów, Warszawa 1994, Wyd. Książka i Wiedza, s. 310, ISBN 83-05-12685-4 (A Natural History of the Senses 1990)
- Historia naturalna miłości, Warszawa 1997, Wyd. Książka i Wiedza, s. 367, ISBN 83-05-12915-2 (A Natural History of Love 1994)
- Alchemia umysłu. Tajemnice i piękno naszego mózgu, Warszawa 2005, Wyd. Jacek Santorski & Co., s. 360, ISBN 83-60207-28-3 (An Alchemy of Mind: The Marvel and Mystery of the Brain 2004)
- Azyl. Opowieść o Żydach ukrywanych w warszawskim ZOO, Warszawa 2009, Świat Książki, ISBN 978-83-247-1383-7 (The Zookeeper's Wife, 2007)